# Frauenkirche (Dresden)

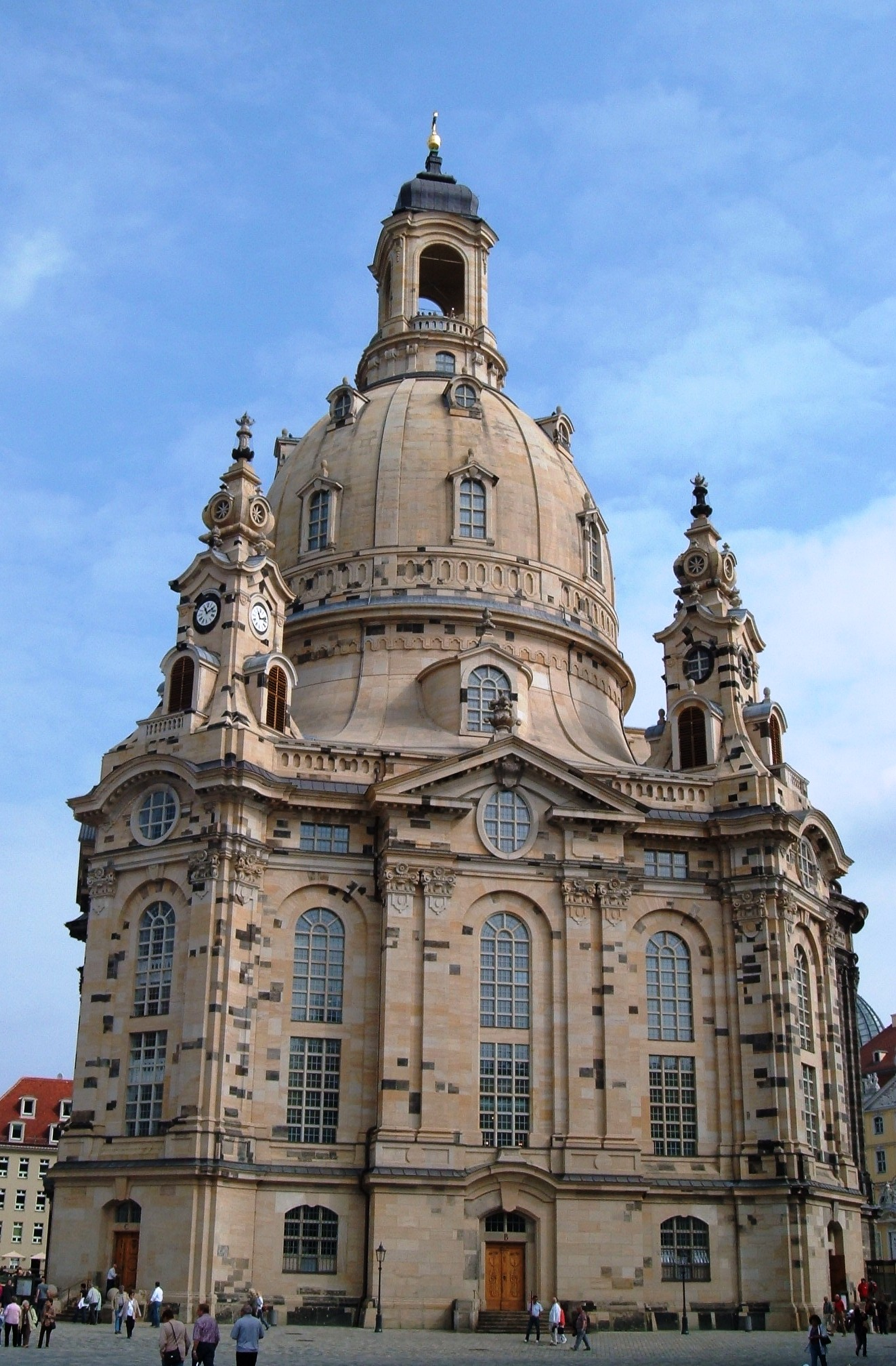
Frauenkirche

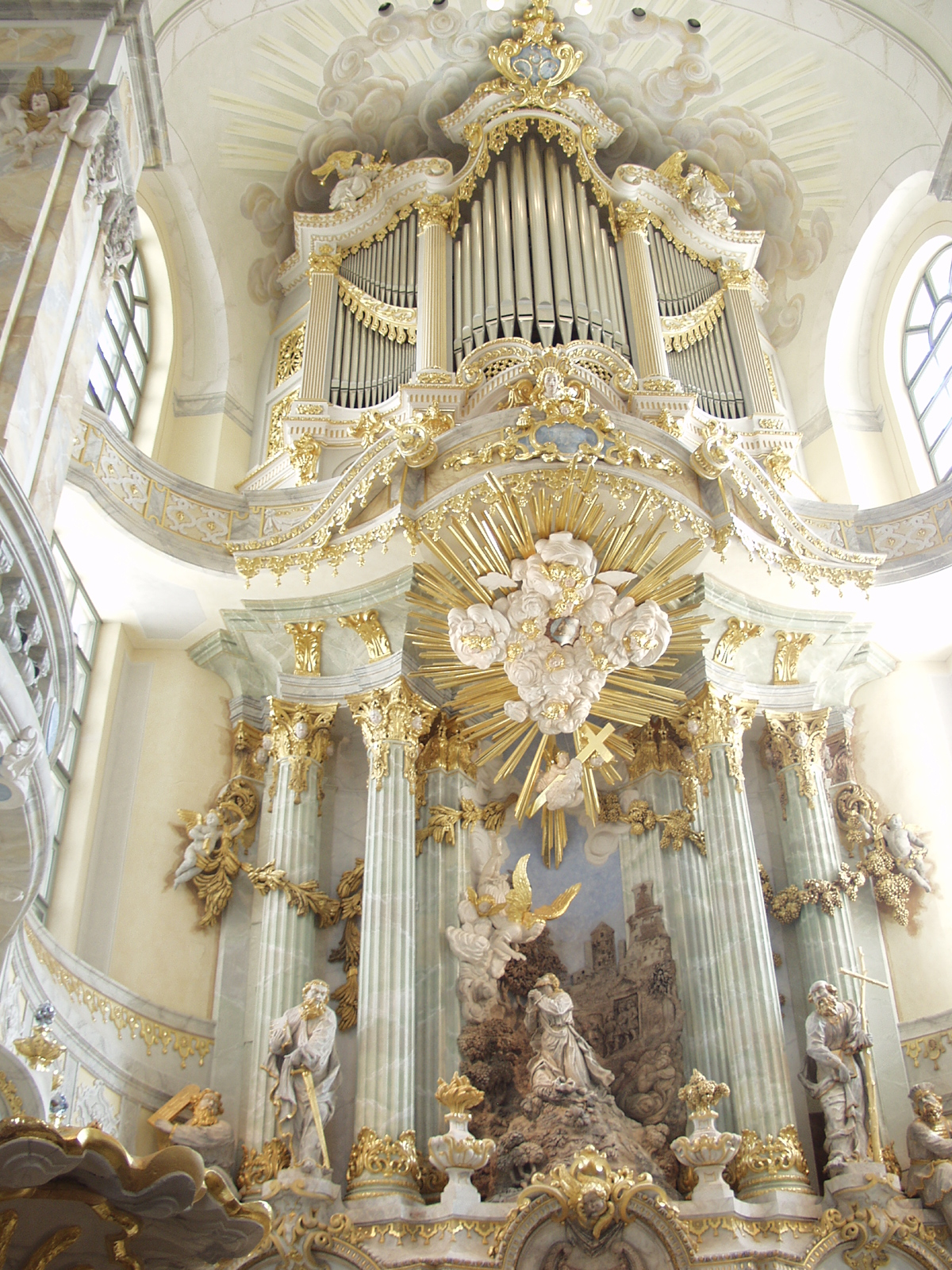
het Altaar in de Frauenkirche

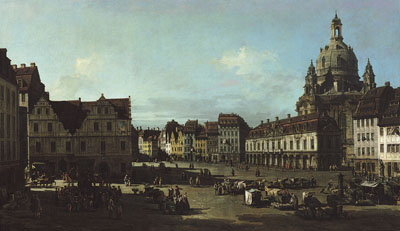
Frauenkirche en Neumarkt (1750) door Bernardo Bellotto

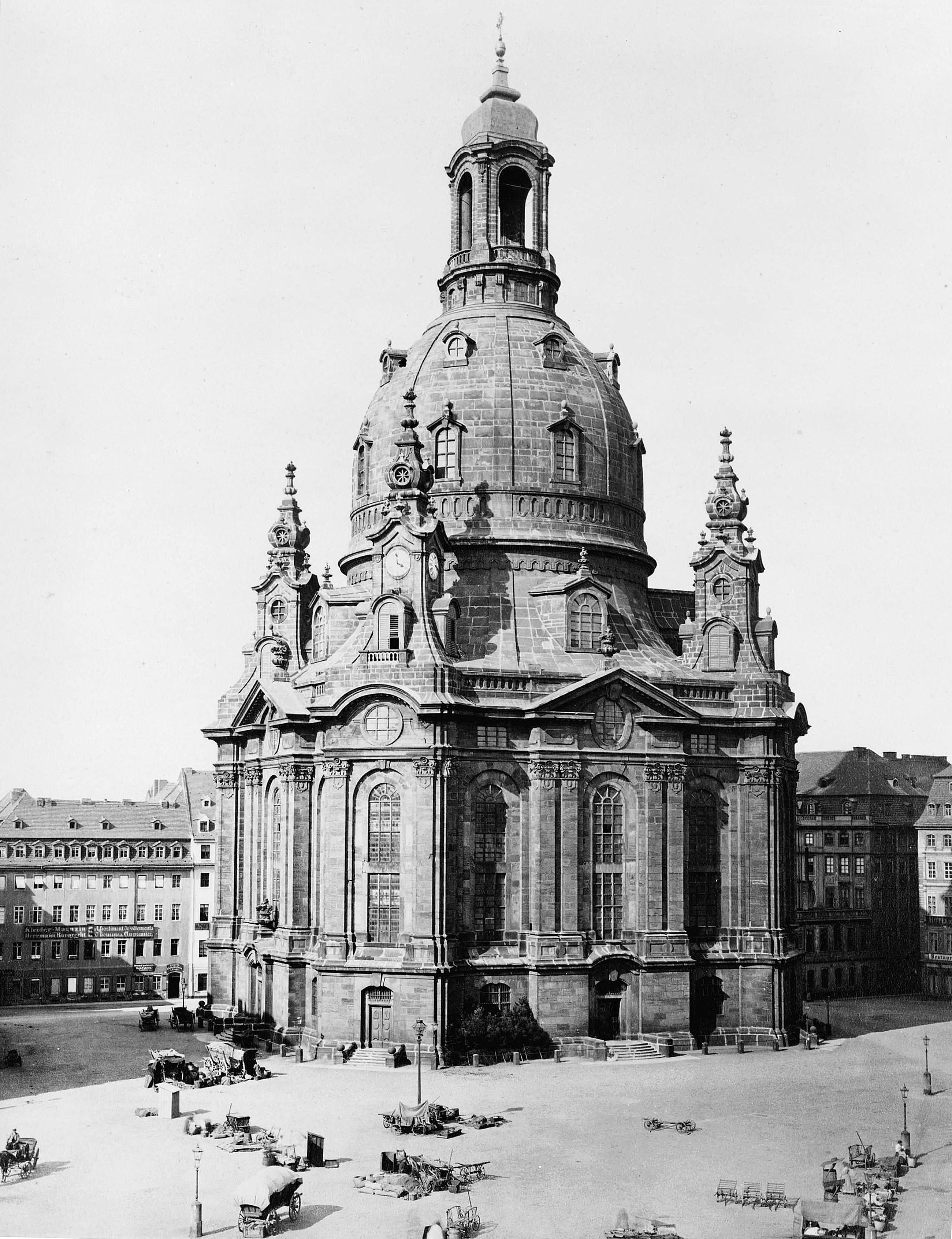
Frauenkirche in 1880

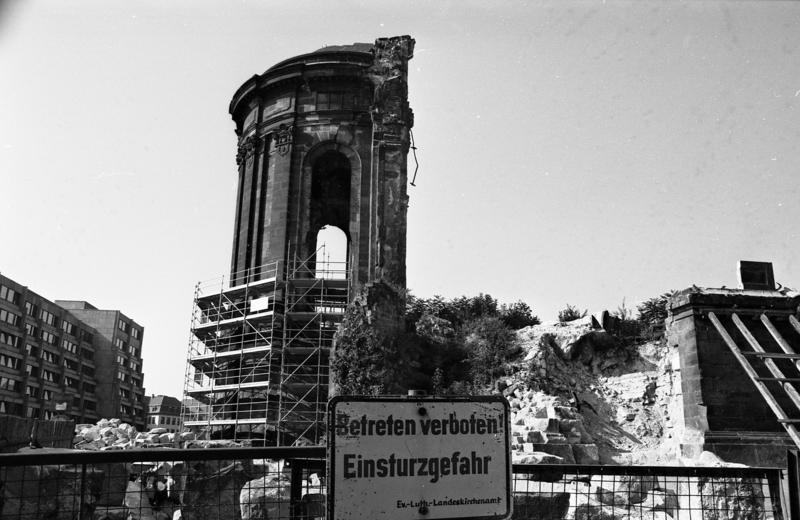
De ruïne in 1991

De Frauenkirche (Onze-Lieve-Vrouwekerk) gelegen aan de Neumarkt in Dresden is een evangelisch-lutherse kerk in hoogbarokke stijl die tussen 1726 en 1743 werd gebouwd. De kerk werd ontworpen door de Dresdener architect George Bähr (1666-1738).
In de Tweede Wereldoorlog vond het Bombardement op Dresden plaats  op 13-14 februari 1945. Door de daarop volgende vuurstorm werd ook de kerk zwaar beschadigd en op 15 februari stortte de kerk in. Ten tijde van de DDR bleef de ruïne van de kerk als een permanente herinnering aan de verschrikkingen van de oorlog staan. Na de Wending begon men in 1994 met de wederopbouw. Op 30 oktober 2005 werd de kerk officieel opnieuw in gebruik genomen. De wederopbouw heeft naar schatting 130 miljoen euro gekost.

## Geschiedenis

### De romaanse voorganger
Al in de 11e eeuw werd op de plaats van de huidige Frauenkirche een kleine romaanse kerk gebouwd, vermoedelijk de oudste kerk van Dresden. De kerk werd gewijd aan de Maagd Maria en werd later 'Onze Lieve Vrouwe' genoemd. In de Middeleeuwen werd de kerk meermaals omgebouwd. Tijdens de Reformatie viel het kerkgebouw onder de lutherse gemeente van de stad. In het begin van de 18e eeuw werd het gebouw bouwvallig en was niet meer toereikend om plaats te bieden aan het groeiende aantal gelovigen uit de omgeving.

### De huidige kerk
De huidige Frauenkirche werd gebouwd als een lutherse kerk, ofschoon de keurvorst van Saksen, Frederik Augustus I (1670-1733), katholiek was. Zijn steun voor de bouw van de kerk maakte de kerk tot een belangrijk symbool van religieuze verdraagzaamheid.
De originele barokke kerk werd gebouwd tussen 1726 en 1743 en werd ontworpen door de stadsarchitect van Dresden George Bähr (1666-1738), een van de grootmeesters van Duitse barokke stijl. Hij leefde niet lang genoeg om de voltooiing van zijn werk te zien. Bähr koos bij het ontwerp niet voor een basilicale, langwerpige vorm, maar voor een centraalbouw. Door het karakteristieke ontwerp van de kerk was deze in staat om aan de nieuwe geest van de protestantse liturgie te beantwoorden. Door het altaar en de doopvont in het midden te plaatsen, waren deze direct zichtbaar voor de hele kerkgemeenschap. De kerkgangers zaten daarbij op balkons boven elkaar.
In 1736, bouwde de befaamde orgelbouwer Gottfried Silbermann (1683-1753) een instrument met drie manualen en 43 registers voor de kerk. Het kerkorgel werd gewijd op 25 november en Johann Sebastian Bach (1685-1750) gaf een uitvoering op het instrument op 1 december.
De meest karakteristieke eigenschap van de kerk was zijn onconventionele 100 meter hoge koepel, die Steinerne Glocke of de "Stenen Klok" werd genoemd. De koepel was vanuit alle delen van de stad Dresden te zien. Het was een technische triomf en vergelijkbaar met de koepel van Michelangelo voor de Sint-Pietersbasiliek te Rome. De 12.000-ton zware koepel van de Frauenkirche die gemaakt werd van zandsteen steeg hemelwaarts zonder enige interne steunen. Ondanks twijfels in het begin, bleek de koepel uiterst stabiel te zijn.
In 1760 meldden ooggetuigen dat de koepel door meer dan 100 kanonskogels geraakt werd die afgevuurd werden door het Pruisische leger onder leiding van Friedrich II tijdens de Zevenjarige Oorlog. De bommen stuiterden eenvoudig weg en de kerk overleefde de aanval.
In 1849 stond de kerk centraal bij de revolutionaire opstanden, die later bekend zou worden als de Mei-opstand. De Frauenkirche werd omringd door barricades en dagenlang woedden er hevige gevechten, voordat de rebellen die niet inmiddels al gevlucht waren, rondom de kerk gearresteerd werden.

## Verwoesting
Op 13 en 14 februari 1945 bombardeerde de geallieerde luchtmacht Dresden. Ondanks diverse treffers hield het bouwwerk aanvankelijk stand. De acht zandstenen pilaren waarop de kolossale koepel steunde hielden het lang genoeg uit om de evacuatie van 300 mensen - die hun toevlucht hadden gezocht in de crypte - mogelijk te maken. De temperatuur in en om de kerk bereikte 1000 graden Celsius. De pilaren waren roodgloeiend en uiteindelijk begaf de koepel het om 10:00 uur op 15 februari. De buitenmuren verpulverden en bijna 6000 ton steen kwam naar beneden, waarbij de massieve vloeren van de kerk doorboord werden.
De apsis met het altaar met een reliëf dat het lijden van Jezus in de hof van Gethsemane op de Olijfberg afbeeldt, gemaakt door Johann Christian Feige, had de instorting van de kerk redelijk doorstaan. De meeste beelden waren wel beschadigd door vallend gesteente, veel fragmenten raakten onder het puin.
De geblakerde stenen van de kerk zouden 45 jaar lang op een hoop blijven liggen midden in de stad. Kort na 1945 begon men stenen fragmenten van de Frauenkirche te verzamelen en te nummeren, opdat ze later gebruikt zouden kunnen worden bij de herbouw van de kerk. Dresden kwam na de oorlog in de Sovjet bezettingszone te liggen, waaruit later de DDR voortkwam. De communistische autoriteiten wilden de puinhopen van de kerk opruimen om plaats te maken voor een parkeerplaats, maar werden daarin ontmoedigd door de stadsbewoners die de ruïne wilde bewaren ter nagedachtenis aan het bombardement.
In 1982 werd de ruïne een plaats van samenkomst van een vredesbeweging, gecombineerd met vreedzame demonstraties tegen het regime van de DDR. Op de herdenkingsdag van het bombardement verzamelden zich 400 Dresdenaren bij de ruïne en werd in stilte het bombardement herdacht. Dit was onderdeel van de groeiende invloed van de burgerrechtenbeweging. In 1989, kort voor die Wende, groeide het aantal deelnemers tot in de tienduizenden.

## Wederopbouw
Na de Wende begon men in 1994 met de wederopbouw van de kerk. Met steun van burgers, steden, landen en staatshoofden, onder wie de Nederlandse koningin Beatrix,  was het mogelijk de kerk te herbouwen en op 30 oktober 2005 weer in gebruik te nemen. Een derde deel van de bij de herbouw gebruikte stenen is afkomstig uit de oude kerk.
"Laat deze kerk, die zo lang een symbool van de verwoesting van de stad is geweest, nu een symbool van verzoening tussen Groot-Brittannië en Duitsland worden", schreef de Britse ambassadeur in Duitsland, Peter Torry, in de Süddeutsche Zeitung. Negenenvijftig jaar na het geallieerde bombardement werd door de zoon van een piloot die aan het bombardement deelnam, een verguld kruis vervaardigd. Op 23 juni 2004 werd dit kruis, samen met de koepel, op de kerk gehesen.